# 下涝坝乡
下涝坝乡，是中华人民共和国新疆维吾尔自治区哈密市巴里坤哈萨克自治县下辖的一个乡镇级行政单位。

## 地理
下涝坝乡地处巴里坤县西部，东邻萨尔乔克乡，南接哈密市，西毗木垒哈萨克自治县，北与大红柳峡乡为邻，辖区总面积2 474平方千米。乡政府设在下涝坝村，东距巴里坤县城128千米，西距乌鲁木齐372千米。属山前平原地貌，地势西高东低、南高北低，海拔1 400～1 800米。
属于大陆性冷凉干旱气候，夏季凉爽，冬季严寒。多年平均气温 2.7℃，1 月平均气温零下 16.9℃，极端最低气温零下 41.4℃；7 月均气温 18.9℃，极端最高气温 35.℃；生长期年平均 120 天，无霜期年平均 127 天。年平均日照时数 3 030.5小时。0℃以上持续期 199.3 天，年平均降水量 230.5 毫米，年平均降水日数为 113 天。水资源主要是地表水，主要来源于大气降水和东天山融冰及融雪。

## 人口
1985年，全乡有4 101人，其中哈萨克族4 096人、维吾尔族5人。有2个行政村（下涝坝、小红柳峡），6个自然村（下涝坝、索尔苏、赛开勒萨依、小红柳峡、五坤霍勒），8个村民小组。2010年，下涝坝乡有下涝坝村、小红柳峡村2个村民委员会。总人口1 851户6 549人，其中哈萨克族6 539人。

## 歷史
是清朝在新疆屯田最早的地方之一，康熙年间驻兵500人屯田，后陆续有农户迁入。始称下浦，清末称肖家沟，后在此筑蓄水坝，称下涝坝。1961年，下涝坝大队迁驻于此建成自然村。1955—1983年属萨尔乔克公社一大队，1984年11月建乡。

## 经济
经济以牧业为主。2010年，牲畜最高饲养量11.75万头只，年未存栏7.28万头只。有耕地 180.7 公顷，以种植苜蓿为主。境内有省道303经过。1995年，下涝坝乡至巴里坤县城客运线路开通，有4辆客运轿车。2007年下涝坝乡变电站建成，实现户户通电。2010年，有幼儿园1所，九年一贯寄宿制学校1所，有乡级卫生院1所，门诊室1所。

## 行政区划
下涝坝乡下辖以下地区：
下涝坝村和小红柳峡村。